# Mucroberotha nigrescens
Mucroberotha nigrescens är en insektsart som beskrevs av Bo Tjeder 1968. Mucroberotha nigrescens ingår i släktet Mucroberotha och familjen Berothidae. Inga underarter finns listade i Catalogue of Life.